# Acetanhidrid
Acetanhidrid je anhidrid octene kiseline. Acetanhidrid je jedini važan član anhidrida kiselina. To je bezbojna tekućina prodorna mirisa, slabo topljiva u hladnoj vodi, topljiva u organskim otapalima. Na povišenoj temperaturi ili u prisutnosti anorganskih kiselina žestoko reagira s vodom. Najčešće se proizvodi od octene kiseline oduzimanjem vode, reakcijom s ketenom ili oksidacijom acetaldehida. Upotrebljava se za acetiliranje u organskoj sintezi, najviše pri proizvodnji acetilceluloze.

## Osobine
Acetanhidrid i njegovi viši homolozi ne otapaju se u vodi.

Moglo bi se očekivati da će se acetanhidrid otapati u vodi s obzirom na relativno veliku količinu prisutna kisika. Rezonantna energija, međutim, koja potječe od interacije orbitala p atoma kisika i ugljika velika je (40 kcal). Zbog toga će kod atoma kisika postojati mala tendencija da s molekulama vode stvaraju protonske veze.

## Dobivanje
Dok je glavni izvor octene kiseline bio destilat suhe destilacije drveta iz kojeg se dobivala kao kalcijev ili natrijev acetat, anhidrid se priređivao reakcijom natrijeva acetata s polovinom količine sulfurilklorida ili sumpornog klorida i klora, potrebne za dobivanje acetilklorida. Tako nastali acetilklorid reagira s ostatkom soli dajući anhidrid. Pojavom sintetske octene kiseline i drugih metoda za dobivanje iz vodenih otopina razvijene su nove metode za priređivanje anhidrida. Po jednom se postupku octena kiselina adira na acetilen u prisustvu živinih soli dajući etilidenacetat, koji se tada razgrađuje grijanjem s kiselim katalizatorima, kao što je sumporna kiselina ili cinkov klorid, dajući acetaldehid i acetanhidrid.
2.
U drugom procesu anhidrid nastaje iz acetaldehida kontroliranom oksidacijom sa zrakom. U sintezi octene kiseline iz acetaldehida nastaje uvijek i nešto anhidrida, jer peroksioctena kiselina, koja nastaje kao muđuspoj, očito reagira s acetaldehidom, dajući anhidrid i vodu.
Uz katalizator kobaltov acetat-bakreni acetat na 50°C brzina oksidacije se povećava, a ako se za polinjanje reakcije dodaje još neko sredstvo kao etilacetat, moguće je dvije trećine aldehida pretvoriti u acetanhidrid, dok se jedna trećina pretvara u octenu kiselinu. Destilacijom pri sniženom pristisku temperatura se održava dovoljno niskom da omogući uklanjanje azeotropne smjese s vodom bez hidrolize anhidrida.
3.
Treći, danas važan proces, jest adicija octene kiseline na keten. Pare octene kiseline koje sadrže etilfosfat griju se na 700-720°C ili se pare octene kiseline prevode pri 600-700°C iznad aluminijeva fosfata.
Smjesa ketena, vode i para octene kiseline brzo se hladi da bi se kondezirala voda i neproreagirana octena kiselina. Keten se tada u tornju apsorbira u octenoj kiselini dajući acetanhidrid.
Po drugom postupku keten se dobiva nekatalitičkom razgradnjom acetona pri 700°C.

## Upotreba
Acetanhidrid služi za acetiliranje kod organskih sinteza. Najviše se upotrebljava za priređivanje estera koji se ne mogu dobiti neporednom esterifikacijom alkohola s octenom kiselinom.
Najvažniji od njih je celulozni acetat. Proizvodnja acetanhidrida porasla je od 1940 do 1955 sa 114 tisuća tona na 382 tisuće tona, a cijena mu je tada bila oko 32 cetnta po kg.